# Depold I de Boemia
Depold I de Boemia sau Depold de Jamnitz (în germană Teobald I de Böhmen-Jamnitz; n. secolul al XII-lea – d. 1167, Italia), aparținând dinastiei Přemyslid, a fost regent al Boemiei în 1147.

## Biografie
Depold a fost fiul ducelui Vladislav I al Boemiei și al soției sale, Richeza de Berg, fiică a contelui Henric I de Berg.
Vladislav I a lăsat lui Děpold, fiul său cel mic, ținutul Jamnitz (în cehă Jemnice). În 1145 Depold unindu-și forțele cu alți proprietari de moșii din Moravia, l-a atacat pe episcopul de Olomouc, Jindřich Zdik. Această acțiune i-a atras excomunicarea care i-a fost ridicată abia după un pelerinaj la Roma.
Când fratele său, principele domnitor Vladislav al II-lea, a plecat în Țara Sfântă pentru a participa la Cruciada a doua, Depold a preluat guvernarea Boemiei. El a cârmuit cu strictețe și l-a împiedicat să ajungă la putere pe Sobeslav al II-lea care încercase să profite de absența lui Vladislav al II-lea, și pe care l-a capturat lângă Zdice în 1148.
Depold l-a însoțit pe fratele său în mai multe campanii militare printre care cea din 1158 în care a participat la asediul orașului Milano în sprijinul împăratului Frederic I Barbarossa. În anii următori, Depold a condus armatele boeme în Italia. În timpul celei de-a patra campanii a împăratului Barbarossa în Italia, când a izbucnit dizenteria (sau malaria) în tabăra militară de lângă Roma, Depold s-a îmbolnăvit și a murit.
Descendenții săi au format o ramură minoră a familiei Přemyslid (numită Děpoldice), care s-a stins după trei generații, înainte de 1247, și ai cărei membri și-au avut reședința mai ales în nordul Boemiei.

## Căsătorie și descendenți
În 1153 Depold s-a căsătorit cu Gertruda, o fiică a margrafului Albert I de Brandenburg. Cuplul a avut doi copii:
- Depold al II-lea de Boemia (n. 1150 – d. 21 noiembrie 1190), duce de Chrudim (1167–1190);

- Hedwiga, căsătorită cu Frederic I de Brehna (n.c. 1145).